# 罗伯特·埃赫
罗伯特·因德里科维奇·埃赫，（俄语：Ро́берт И́ндрикович Э́йхе，1890年8月12日—1940年2月2日），拉脱维亚人，苏联革命家、政治家。曾担任联共（布）新西伯利亚州委第一书记；苏联农业人民委员；克格勃三人法庭的组成人员。

## 生平
- 1890年8月12日出生于库尔兰省多贝莱区阿沃廷农场的一个工人家庭。1904年毕业于当地小学。
- 1905年-1906年，米塔乌区比斯滕霍夫镇铁匠铺学徒。1905年加入拉脱维亚社会民主工人党。1905年12月加入俄国社会民主工党。
- 1906年-1907年，米塔乌温伯格的铁匠铺学徒。
- 1907年-1908年，米塔乌克莱默工厂机械师。1907年8月被捕，因缺乏证据释放。1908年当选拉脱维亚社会民主工人党米塔乌县委委员。1908年2月因组织参与游行示威被捕，判处监禁6个月。1908年底流亡英国。
- 1909年-1911年，轮船司炉工；苏格兰煤矿矿工；西哈特尔普尔锌矿矿工。1911年返回俄国。
- 1911年-1912年，里加机械制造厂锅炉工。
- 1912年-1913年，里加凤凰马车制造厂机械师。期间当选拉脱维亚社会民主工人党里加市第四区委委员、参加多个工会组织。1914年当选拉脱维亚社会民主工人党中央委员。
- 1914年-1915年4月，因参与革命活动被捕入狱，在里加、普斯科夫、彼得格勒和克拉斯诺亚尔斯克的监狱关押。
- 1915年4月-1916年，流放至叶尼塞省车尔尼扬斯卡娅。随后逃亡伊尔库茨克，使用化名在当地农村的一个黄油厂工作。
- 1917年2月-5月，克拉斯诺亚尔斯克合作社工作。
- 1917年5月-8月，里加市议会议员。
- 1917年8月-1918年1月，德国占领期间在里加从事地下工作。
- 1918年1月被捕入狱，7月逃回苏俄。
- 1918年8月-12月，苏俄食品人民委员会驻图拉省叶夫列莫夫市副专员。
- 1918年12月-1919年8月，拉脱维亚苏维埃政府粮食人民委员。
- 1919年9月-12月，车里雅宾斯克省食品人民委员会副委员。
- 1919年12月-1920年，车里雅宾斯克省副省长。期间，1920年2月-9月，俄共（布）车里雅宾斯克省委主席。1920年9月-12月，俄共（布）车里雅宾斯克省委执行书记。
- 1921年，吉尔吉斯自治社会主义苏维埃共和国粮食副人民委员。
- 1921年-1922年4月，苏俄粮食人民委员会驻顿河畔罗斯托夫市专员。
- 1922年4月-1923年5月，西伯利亚粮食人民委员。
- 1923年-1924年，俄罗斯苏维埃联邦社会主义共和国粮食副人民委员。
- 1924年-1925年12月，西伯利亚革命委员会副主席。
- 1925年12月-1929年5月，西伯利亚省长。
- 1929年5月-1930年8月，联共（布）西伯利亚州委第一书记。在西伯利亚大力推动农业集体化。
- 1930年8月-1937年10月，联共（布）西西伯利亚州委第一书记。1937年3月28日起，苏联内务部西西伯利亚州三人法庭成员。
- 1937年10月-11月，联共（布）新西伯利亚州委第一书记。
- 1937年10月-1938年4月，苏联农业人民委员。
- 1938年4月29日被捕，他被指控组建拉脱维亚法西斯组织，并开除中央委员和党籍。
- 1940年2月2日被判处死刑。4日在莫斯科科穆纳尔卡射击场处决，时年49岁。
- 在1956年2月25日发布的苏共二十大秘密报告中，赫鲁晓夫提及的埃赫的冤案，作为斯大林时期红色恐怖的证据之一。
- 1956年3月14日被苏联最高法院军事审判庭平反。1956年3月22日恢复党籍和中央委员职务。

埃赫是共产国际3大代表；联共（布）14-17大代表，第15-17次代表会议代表；第14-15届中央候补委员，第16-17届中央委员，第15届中央政治局候补委员；第1届苏联最高苏维埃联盟院代表。

## 荣誉
- 列宁勋章（1935）[4]